# الحلاء (قارة)

تعديل مصدري - تعديل

الحلاء هي إحدى قرى عزلة قارة بمديرية قارة التابعة لمحافظة حجة، بلغ تعداد سكانها 403 نسمة حسب تعداد اليمن لعام 2004.